# Stara Prochownia
Stara Prochownia (tiếng Anh: The Old Gunpowder Depot) còn được gọi là Cổng Cầu (tiếng Ba Lan: Brama Mostowa) là một tòa nhà lịch sử ở Thị trấn mới Warsaw. Nó nằm ở ulica Boleść, ngay dưới Thị trấn mới và Barbican, trên vách núi Vistula.

## Lịch sử
Tòa nhà ban đầu được xây dựng vào năm 1582 như là một trong những cổng thành của Warsaw. Không giống như các cổng khác, nó được xây dựng để ngăn lửa lan từ Khu phố cổ được xây dựng dày đặc đến cây cầu gỗ mới được xây dựng bắc qua sông. Cánh cổng có được tên Brama Mostowa (Cổng cầu). Mặc dù cây cầu đã bị phá hủy bởi trận lụt năm 1603 và những cây cầu tiếp theo được xây dựng ở phía nam, tên này vẫn được giữ nguyên.
Vào thế kỷ 17, khi các bức tường thành phố mất đi ý nghĩa chiến lược trong chiến tranh, cánh cổng đã được chuyển đổi thành một kho thuốc súng. Được mở rộng từ năm 1648 đến 1649, nó đã phục vụ vai trò mới cho đến năm 1769, khi nó được chuyển thành nhà tù thành phố. Trong khoảng thời gian đó, nó cũng được mở rộng (có thể bởi Jakub Fontana) dọc theo đường Boleść. Việc mở rộng hơn nữa của công trình này đã được thực hiện giữa năm 1796 và 1806.
Sau cuộc nổi dậy tháng 11 và quyết định của Nga về việc xây dựng Thành cổ Warsaw, năm 1833, nhà tù đã được đóng cửa và tòa nhà được tân trang lại để trở thành một ngôi nhà riêng. Sau Thế chiến II, các phần của tòa nhà đã được xây dựng lại theo phong cách có từ thế kỷ 18.